# Gaydar (sito)
Gaydar è un sito web di reti sociali dedicato principalmente ad un pubblico omosessuale o bisessuale. Sebbene la maggior parte dei profili siano pubblicamente accessibili, la maggior parte delle funzionalità e l'interazione con gli altri utenti prevede la registrazione di un profilo ospite.
Il sito è stato fondato a Città del Capo in Sudafrica, nel 1999 da Gary Frisch e dal suo compagno Henry Badenhorst dopo che un amico della coppia si era lamentato con i due di essere troppo impegnato per passare del tempo a cercare un partner. Inizialmente pensato con la struttura di un'intranet aziendale, Gaydar si è presto affermato come uno dei siti più diffusi nella comunità gay di diverse parti del mondo ed è piuttosto popolare in Sudafrica, Regno Unito, Irlanda, Australia e, in misura minore, in nord America e nel resto d'Europa.

## Funzionamento
Gli utenti registrati possono sfogliare le liste degli utenti che sono online in quel momento o, più in generale, la lista degli iscritti, inviare messaggi e partecipare alle chat. Il pagamento di una sottoscrizione permette di trasformare il proprio account da ospite a membro. Lo status di membro permette di accedere in maniera illimitata a tutte le funzionalità del sito. Gli account ospite hanno infatti un limite di 10 messaggi in uscita, la possibilità di visitare 25 profili al giorno ed un limite sul numero di chat alle quali è possibile accedere contemporaneamente. Gli account dei membri, oltre al superamento di queste limitazioni, hanno la possibilità di salvare ed allegare più foto ai messaggi, la gestione di una lista di amici, la possibilità di vedere la cronologia dei messaggi inviati ed il libero accesso a tutte le funzionalità del motore di ricerca interno.

## I profili
I profili includono tipiche informazioni quali età, residenza, caratteristiche fisiche, preferenze sessuali, hobby e contengono degli spazi dove il possessore del profilo può descrivere liberamente se stesso e ciò che cerca nel proprio partner. L'utente ha inoltre la possibilità di caricare delle proprie foto:una foto principale, quella che appare nelle ricerche, diverse foto secondarie, pubblicamente visibili nel profilo, e diverse foto private che l'utente può allegare nei messaggi. Le fotografie, visionate dallo staff del sito prima di essere rese effettivamente pubbliche per evitare che sia caricato materiale illegale, possono essere softcore o possono avere del contenuto sessuale esplicito. Solo i possessori di un account a pagamento possono vedere le immagini con contenuti esplicite.

## Critiche e controversie
Nel luglio del 2000  il Centers for Disease Control and Prevention, l'agenzia federale statunitense che si occupa del controllo e della prevenzione delle malattie, ha descritto Gaydar ed altri siti d'incontri simili centro di diffusione delle malattie a trasmissione sessuale. Molte critiche sostengono che il sito renda facile trovare sesso bareback.
Il sito ha catturato l'attenzione dei media nel 2003 quando si venne a sapere che vi era iscritto Chris Bryant, parlamentare inglese del Partito Laburista, e nel 2006 quando si scoprì che Mark Oaten, sposato e candidato leader dei liberal democratici lo utilizzava per trovare dei partner omosessuali.
Nel febbraio del 2007 un giornale greco ha rivelato che un ufficiale d'alto rango dell'esercito aveva un profilo su Gaydar. La vicenda è arrivata fino al parlamento dove il ministro della difesa è stato accusato di permettere comportamenti inopportuni fra i membri delle forze armate. La vicenda ha provocato le proteste delle associazioni LGBT greche mentre il militare ha smentito che il profilo fosse il suo.

## Morte del cofondatore
Il presidente e cofondatore di Gaydar Gary Frisch è morto improvvisamente nella sua casa di Londra l'11 febbraio 2007, all'età di 38 anni. Paul Knapman, il medico legale, ha dichiarato il decesso per morte accidentale mentre il patologo Peter Wilkins ha sostenuto di aver trovato alti livelli di ketamina nel sangue e nel fegato di Frisch.